# Manuel Antonio de Noriega
Manuel Antonio de Noriega Domínguez Murga (Lima, 1758-Océano Atlántico, 19 de febrero de 1814) fue un abogado y catedrático universitario peruano. Su estudio jurídico tuvo mucho prestigio en las postrimerías de la época colonial.

## Biografía
Hijo del segundo matrimonio de Pedro Alejandro Noriega Inguanzo con Manuela Domínguez y Murga. Hermano paterno del coronel José Martín Noriega y Chávez, que fue el penúltimo gobernador virreinal de la provincia de Maynas. Por la vía paterna se hallaba enlazado con los marqueses de Hermosilla.
Estudió sucesivamente en el Real Colegio de San Martín (1766), el Real Convictorio de San Carlos y el Seminario Conciliar de Santo Toribio (1777). En la Universidad Mayor de San Marcos se graduó de doctor en Cánones. El 1 de julio de 1778 se recibió como abogado ante la Real Audiencia de Lima y se consagró al ejercicio de su profesión. También ejerció la docencia en la Universidad de San Marcos donde fue sucesivamente catedrático de Instituta (1791), Código (1797), Vísperas de Cánones (1802) y Decreto (1811).
Pronto ganó prestigio como abogado y se hizo de numerosa clientela. Esto motivó a que fuera muy solicitado por los estudiantes como maestro de práctica forense. Muchos de ellos llegaron después a ser destacadas personalidades, como fueron los casos de José María Galdeano, José Sebastián de Goyeneche y Barreda y Manuel Pérez de Tudela.
Según Manuel de Mendiburu tenía amplia cultura literaria y destacaba por su elocuencia tanto en el foro como en el claustro universitario. Fue además consultor y abogado de presos del Tribunal de la Inquisición, así como secretario de la junta censorial de imprenta.
Al fundarse el Colegio de Abogados de Lima  en 1808,  formó parte de la primera junta directiva de dicha institución,  en calidad de director o maestro de conferencias prácticas. En 1813 fue elegido decano de dicho Colegio.
En 1813 fue elegido diputado suplente de Lima a las Cortes de Cádiz. Para costear la larga travesía a España, puso a la venta su biblioteca y sus muebles. Partió del Callao a bordo de la fragata de guerra San Juan Bautista, pero estando en plena travesía, la nave fue apresada por una fragata francesa y represada después por la fragata inglesa Menelao. En tal situación, Noriega falleció en alta mar, el 19 de febrero de 1814. Por entonces había sido nombrado fiscal de la Real Audiencia de Quito.
El 14 de noviembre de 1814 se le hicieron solemnes exequias en Lima.